# Ян Андрушевич
Ян Андрушевич (герб Долива; поч. XVI ст. — близько 1567) — релігійний і державний діяч Великого князівства Литовського, поет-латиніст, віленський канонік, римо-католицький єпископ луцький (з 1555) і київський (з 1545). 

## Життєпис
Народився у шляхетній сім'ї герба «Долива».
Брав активну участь у громадському житті Великого князівства Литовського, підтримував контрреформацію. Неодноразово обирався послом на сейм. Його ім'я згадується в Литовській метриці.

## Творчість
Автор дидактичної латиномовної поеми «Gens Lituana olim …» (1543).
В основі поеми лежить історія, розказана Мацеєм Стрийковським в його «Хроніці» — про вбивство жителями Вільнюса 14 приїжджих ченців-францисканців.
Андрушевич засуджує язичників, оспівує ченців, що «несуть світло» і воєводу віленського Петра Гаштольда, що покликав їх для здійснення обряду хрещення.
Поема написана на досить професійному рівні: метричне віршування; нарівні з біблійними образами, присутні мотиви античної міфології. Поема вибита на одному з пам'ятників францисканським місіонерам.
Вперше опублікована в «Малих анналах» («Annales minorum seu Trium Ordinum a S. Francisco institutorum»). Перекладена польською та литовською мовами